# Photophon
Das Photophon oder Photophone (griechisch) ist ein gemeinsam von Alexander Graham Bell und Charles Sumner Tainter 1880 erfundenes drahtloses Lichttelefon zur Fernübertragung von Schall und ein Vorläufer des optischen Richtfunks. Der Sender nutzt eine Lichtquelle und einen Apparat mit Sammellinsen, wobei ein Spiegel als Modulator vibriert. Am Empfänger war im Brennpunkt eines Parabolspiegels als Lichtwandler zunächst eine Membran in einem Hörrohr und später eine Selenzelle in einem Telefonkreis.

## Funktionsweise

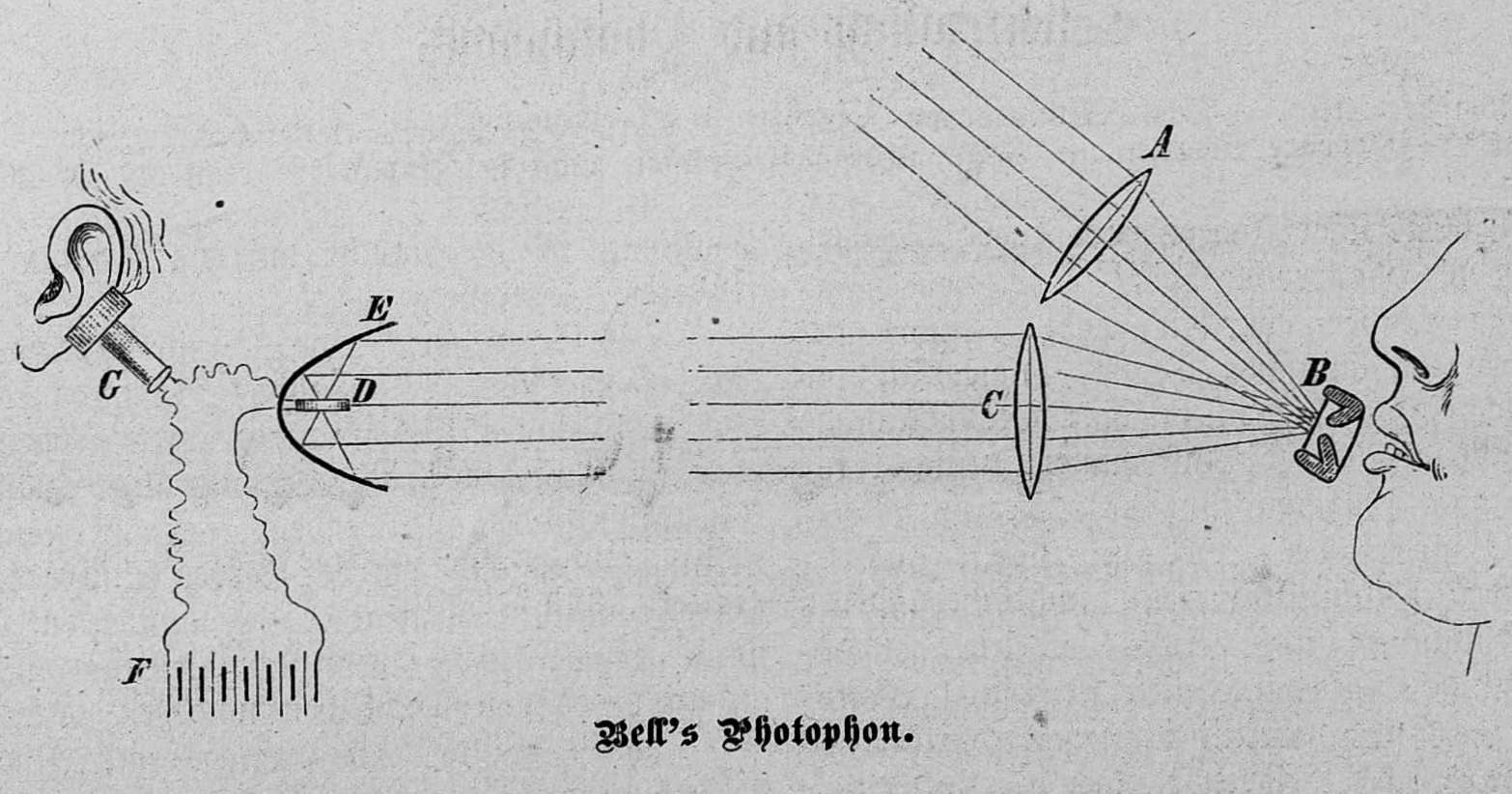
Bells Photophon (schematische Darstellung)

Das Photophon kam zunächst ohne Elektrizität aus. Es entspricht funktionell einem Telefon mit dem Unterschied, dass es  moduliertes Licht als Medium nutzte und drahtlos war, während das Telefon modulierte Elektrizität über einen Leiter überträgt.
Bell beschrieb als einfachste Form des akustisch-optischen Wandlers als Modulator einen flachen biegsamen dünnen Spiegel. Wird die Stimme des Sprechers auf dessen Rückseite gerichtet, vibriert der Spiegel im Rhythmus der Schallwellen und moduliert das Licht.
Das Licht fällt durch eine Linse auf den Spiegel im Brennpunkt und der zurückgeworfene Strahl geht durch eine weitere Linse.
Der Empfänger bündelt den Strahl im parabolischen Spiegel auf den Wandler im Brennpunkt, z. B. eine Hartgummiplatte in einem Hörrohr. In der letzten Version des Photophons saß hier als optoelektrischer Wandler, die 1872 erfundene Selenzelle, gemeinsam in einem Stromkreis mit dem 1876 erfundenen Telefonhörer, einem Lautstärkeregler und einer galvanischen Batterie.
Selen ist ein lichtempfindlicher Photohalbleiter und ein optisch-elektrischer Wandler. Eine Selenzelle besteht z. B. aus 2 parallel gewickelten Flachspiralen aus dünnem Messingdraht auf einem mit Selen überzogenen Glimmerblatt.

## Stellenwert für Bell
Das Photophon übertrug drahtlos Sprache und Gesang 19 Jahre vor der ersten Funkübertragung und Bell bezeichnete es noch auf dem Sterbebett als seine wichtigste Erfindung noch vor dem Telefon. Die Begeisterung teilte er seinem Vater mit:
Ich hörte artikulierte Sprache durch das Sonnenlicht! Ich hörte einen Sonnenstrahl lachen und husten und singen! ...Ich konnte einem Schatten zuhören und vernahm mit dem Ohr das Vorbeiziehen einer Wolke quer über die Sonnenscheibe. Du bist der Großvater des Photophons und ich möchte meine Freude des Erfolgs teilen. -Bell in einem Brief an seinen Vater Alexander Melville Bell vom 26. Februar 1880